# C.F.W. Walther
Carl Ferdinand Wilhelm Walther, född 25 oktober 1811, död 7 maj 1887, var en tysk-amerikansk präst och teolog. Han var Missourisynodens förste ordförande och dess mest inflytelserika teolog. Han emigrerade från Tyskland för att fritt få utöva sin kristna, bekännelsetrogna lutherska tro.

## Biografi
CFW Walther föddes som son till en präst i Langenchursdorf i kungariket Sachsen (i nuvarande östra Tyskland). På grund av sin starka religiösa övertygelse emigrerade han till USA år 1838, från början som en följeslagare till Martin Stephan. Han gifte sig 1841 med Emilie Buenger och fick sex barn med henne. Han dog i St. Louis, Missouri, USA och begravdes där.

### Studier och prästvigning
Ferdinand, som han kallades av sin familj, utbildades först av sin far. Vid åtta års ålder gick han i skolan i Hohenstein i två år. Han började sedan på "Latein Schule" ("Latinskolan", en högskoleförberedande skola) i Schneeberg, från vilken han tog examen i september 1829.
En månad senare skrev han in sig på universitetet i Leipzig för att påbörja sina studier i teologi och gick med sin äldre bror Otto Hermann, som var inskriven vid samma universitet. Under sina år i Leipzig fick han en lungsjukdom som nästan tog livet av honom, och han fick avbryta studierna i sex månader för att kunna bli återställd. Under denna period läste han intensivt Martin Luthers verk och blev övertygad om att Luthers teologi tydligt stämmer med Bibelns lära. Han förstod också vikten av att vara trogen Bibeln och att därför försvara de lutherska bekännelseskrifterna.
År 1833 tog Walther sin första examen vid universitetet. Denna examen gjorde att han kunde bli privatlärare för en familj i staden Kahla. Erfarenheten av två års undervisande kvalificerade honom att avlägga sin andra examen i Leipzig. Den 15 januari 1837 prästvigdes han och blev luthersk pastor i staden Bräunsdorf i Sachsen. Som en del av sina prästerliga uppgifter undervisade han i kristendom i den lokala skolan. Han kom dock snart i strid med kungariket Sachsens rationalistiska regering och deras skolstyrelse, eftersom han ansåg att de hade avvikit från den ursprungliga lutherska tron. Också många andra konservativa lutheraner opponerade sig mot den sachsiska regeringens liberala religiösa politik.

### Uttåg från Sachsen
Walther och flera hundra av andra konservativa kom samman under ledning av en pastor med liknande övertygelse – Martin Stephan från Dresden. I november 1838 avreste 800 sachsiska invandrare under Stephans ledning på fem skepp till Amerika för att få frihet att utöva sin kristna övertygelse. Nybyggarna anlände till New Orleans den 5 januari 1839. Gruppen bosatte sig både i St. Louis, och söderut längs Mississippifloden i Perry County i Missouri.

### Kontrovers om "biskop" Stephan
Strax efter att invandrarna hade bosatt sig i det nya hemlandet anklagades deras ledare och självutnämnda "biskop av den nya bosättningen", Martin Stephan, för ekonomiska och sexuella förseelser (anklagelser som han också hade ställts inför i Sachsen) och utvisades från bosättningen. Det gjorde att Walther blev en av ledande prästerna som fanns kvar.

### Altenburg-debatten

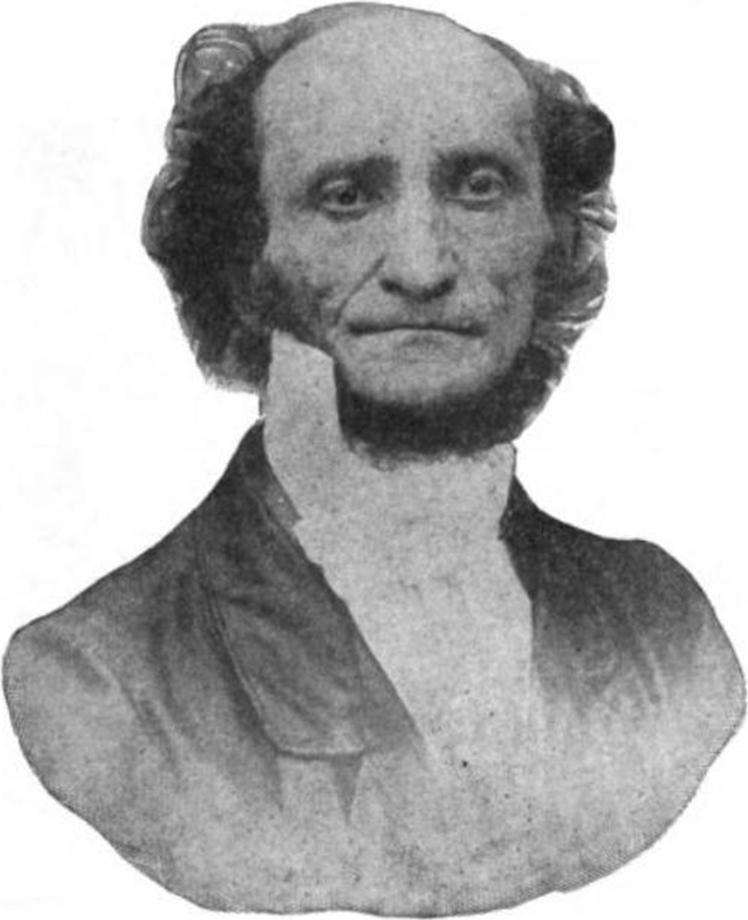

Efter Stephans fall var gruppen invandrare djupt oroade och osäkra på om de fortfarande var en luthersk församling efter att ha lämnat myndigheterna och kyrkan i Tyskland bakom sig. Walther kämpade med de frågor som lekmän och andra pastorer också ställde. I april 1841, strax efter att hans bror Otto Herman, som var pastor i församlingen i St. Louis, hade dött, hölls en offentlig debatt mellan Walther och advokat Marbach, en av nybyggarnas lekmannaledare, i vad som kallas "Altenburgdebatten". Walther övertygade Marbach och de flesta av de andra kolonisterna att de med rätta kunde betrakta sig som en luthersk, bibeltrogen kyrka.

### Walthers gärning som präst och teolog
Under sitt fyrtioåriga arbete i Missourisynoden hade Walther flera nyckelpositioner. En teologisk skola i ett timmerhus som Walther hjälpte till att grunda, öppnade i december 1839 i Altenburg och utvecklades så småningom till Missourisynodens prästseminarium i St. Louis. Walther blev dess första ledare och förestod det under resten av sitt liv.
Den 26 april 1847 grundades Missourisynoden. Walther var dess första ordförande, en position han innehade från 1847 till 1850 och även från 1864 till 1878.
Han grundade och utgav också flera lutherska tidskrifter, inklusive Der Lutheraner (Lutheranen) och Lehre und Wehre (Lära och försvar). Han skrev ett antal teologiska böcker. Hans kanske mest kända verk är Lag och evangelium som nedtecknats av studenter vid en serie kvällsföreläsningar han höll på seminariet.